# Боливийска революция (1952)
Боливийската революция е период в историята на Боливия, който започва на 9 април 1952 година и завършва на 4 ноември 1964 година след извършването на военен преврат. Начело на страната през този период е Националистическото революционно движение. Революцията провежда аграрна реформа по отношение разпределението на земята, както и реформа по отношение на контрола на държавата върху природните ресурси. Аграрната реформа от 1953 г. (наредба-закон 3464 от 2 август 1953 г.) позволява на земеделските производители, на селяните да са собственици на земята, която обработват.
Въведено е всеобщо избирателно право и са национализирани мините.